# Pièces en euro de Saint-Marin
Les pièces en euro de Saint-Marin sont les pièces en euro émises par la République de Saint-Marin en vertu de ses accords avec l'Union européenne. Dans la pratique, elles sont frappées en Italie par l'Istituto Poligrafico e Zecca dello Stato (IPZS) à Rome. L'euro a remplacé l'ancienne monnaie nationale, la lire de Saint-Marin, le 1er janvier 1999 (entrée dans la zone euro) au taux de conversion de 1 euro = 1936,27 lires. Les pièces en euro saint-marinaises ont cours légal dans la zone euro depuis le 1er janvier 2002. Toutefois, du fait de leur faible tirage, peu de ces pièces circulent réellement. On les retrouve principalement sur le marché numismatique à des prix bien supérieurs à leur valeur nominale.

## Historique
En 2001, une convention monétaire entre l'Italie (au nom de la Communauté européenne) et Saint-Marin est passée : la République de Saint-Marin est autorisée à émettre des pièces destinées à la circulation et des pièces de collection libellées en euros à partir du 1er janvier 2002.

## Description
Comme toutes les pièces d'euro, les pièces saint-marinaises possèdent une face revers commune avec celles des autres pays de la zone euro, qui indique leur valeur faciale, et une face avers spécifique.
Pour les images des faces communes et pour les caractéristiques techniques des pièces, voir l'article général sur les pièces en euro.
Du fait de leur petit tirage et de leur vente par souscription aux collectionneurs, peu de ces pièces circulent réellement. Sur le marché numismatique, elles font l'objet d'une spéculation effrénée.[réf. nécessaire]

## Faces nationales

### 1resérie(2002-2016)
Les huit pièces de la première série avaient toutes des dessins différents conçus par Frantisek Chochola, un dessinateur allemand, et représentaient des monuments et symboles de la république. Toutes les pièces présentaient le mot « SAN MARINO ». Sur tous les dessins figuraient les douze étoiles de l'Union européenne.
| 1 centime                     | 2 centimes                                                     | 5 centimes                                                                    |
| ----------------------------- | -------------------------------------------------------------- | ----------------------------------------------------------------------------- |
|                               |                                                                |                                                                               |
| La troisième tour (Montale).  | Le monument de la Liberté.                                     | La première tour (Guaita).                                                    |
| 10 centimes                   | 20 centimes                                                    | 50 centimes                                                                   |
|                               |                                                                |                                                                               |
| La basilique de Saint-Marin.  | Saint Marin représenté par un portrait de l'école du Guerchin. | Les Trois tours de Saint-Marin (Guaita, Cesta et Montale).                    |
| 1 euro                        | 2 euros                                                        | Gravure sur la tranche (2 euros)                                              |
|                               |                                                                |                                                                               |
| Les armoiries de Saint-Marin. | Le Palais public.                                              | 2**, répété 6 fois, orienté alternativement de bas en haut et de haut en bas. |

### 2esérie(depuis 2017)
Une deuxième série des pièces saint-marinaises est émise depuis 2017,.
| 1 centime                     | 2 centimes                                                                            | 5 centimes                                                                    |
| ----------------------------- | ------------------------------------------------------------------------------------- | ----------------------------------------------------------------------------- |
|                               |                                                                                       |                                                                               |
| Les armoiries de Saint-Marin. | La Porta San Francesco.                                                               | L'église des Capucins.                                                        |
| 10 centimes                   | 20 centimes                                                                           | 50 centimes                                                                   |
|                               |                                                                                       |                                                                               |
| Le couvent de Saint-François. | Les Trois tours de Saint-Marin (Guaita, Cesta et Montale).                            | Saint Marin représenté par le peintre Emilio Retrosi.                         |
| 1 euro                        | 2 euros                                                                               | Gravure sur la tranche (2 euros)                                              |
|                               |                                                                                       |                                                                               |
| Cesta.                        | Saint Marin portant les Trois tours de Saint-Marin selon Giovanni Battista Urbinelli. | 2**, répété 6 fois, orienté alternativement de bas en haut et de haut en bas. |

## Pièces commémoratives de2 euros
Saint-Marin émet chaque année au moins une pièce commémorative de 2 € depuis 2004.
| 2004                                | |                |
| Bartolomeo Borghesi                 | |                |
|                                     | Le buste de l'historien et numismate italien Bartolomeo Borghesi avec son nom BARTOLOMEO BORGHESI, à gauche. L'indication du pays émetteur SAN MARINO apparaît à la droite du buste. L'anneau externe de la pièce comporte les douze étoiles du drapeau européen interrompues en bas par le millésime 2004. |                |
| Graveur : Ettore Lorenzo Frapiccini | \| Gravure sur la tranche : \| Date : \| Tirage : \| \| \| Décembre 2004 \| 110 000 pièces \| |                |
| Gravure sur la tranche :            | Date : | Tirage :       |
|                                     | Décembre 2004 | 110 000 pièces |

| 2005                                | |                |
| 2005, année mondiale de la physique | |                |
|                                     | Une adaptation libre du tableau allégorique La fisica antica mettant en scène Galilée. Sous le globe posé sur le bureau est indiqué le millésime 2005. En haut, l'indication du pays émetteur SAN MARINO forme un demi-cercle et, en bas, on peut lire la légende ANNO MONDIALE DELLA FISICA(année mondiale de la physique). L'anneau externe de la pièce comporte les douze étoiles du drapeau européen. Entre les étoiles, des parties d'un atome stylisé recouvrant toute la pièce. |                |
| Graveur : Luciana De Simoni         | \| Gravure sur la tranche : \| Date : \| Tirage : \| \| \| Octobre 2005 \| 130 000 pièces \| |                |
| Gravure sur la tranche :            | Date : | Tirage :       |
|                                     | Octobre 2005 | 130 000 pièces |

| 2006                                                                 | |                |
| 500e anniversaire de la mort du navigateur italien Christophe Colomb | |                |
|                                                                      | L'effigie de Christophe Colomb devant une représentation des trois caravelles. En haut est placée l'indication du pays émetteur SAN MARINO, au-dessus d'une rose des vents. En bas, les années 1506 - 2006 dans un cartouche. L'anneau externe de la pièce comporte les douze étoiles du drapeau européen. |                |
| Graveur : Luciana De Simoni                                          | \| Gravure sur la tranche : \| Date : \| Tirage : \| \| \| Octobre 2006 \| 120 000 pièces \| |                |
| Gravure sur la tranche :                                             | Date : | Tirage :       |
|                                                                      | Octobre 2006 | 120 000 pièces |

| 2007                                                    | |                |
| 200e anniversaire de la naissance de Giuseppe Garibaldi | |                |
|                                                         | L'effigie de Giuseppe Garibaldi. L'inscription SAN MARINO et le millésime 2007 sont gravés le long de l'anneau respectivement du côté gauche et du côté droit. L'anneau externe de la pièce comporte les douze étoiles du drapeau européen. |                |
| Graveur : Ettore Lorenzo Frapiccini                     | \| Gravure sur la tranche : \| Date : \| Tirage : \| \| \| Octobre 2007 \| 130 000 pièces \| |                |
| Gravure sur la tranche :                                | Date : | Tirage :       |
|                                                         | Octobre 2007 | 130 000 pièces |

| 2008                                             | |                |
| 2008, année européenne du dialogue interculturel | |                |
|                                                  | La représentation stylisée par cinq silhouettes des cultures des cinq continents placée sur une carte du continent européen au-dessus de quatre livres stylisés représentant les textes sacrés des différentes communautés. En haut, le nom du pays émetteur SAN MARINO est placé en arc de cercle au-dessus du millésime 2008. En bas, la légende ANNO EUROPEO DEL DIALOGO INTERCULTURALE (année européenne du dialogue interculturel). L'anneau externe de la pièce comporte les douze étoiles du drapeau européen. |                |
| Graveur : Ettore Lorenzo Frapiccini              | \| Gravure sur la tranche : \| Date : \| Tirage : \| \| \| Avril 2008 \| 130 000 pièces \| |                |
| Gravure sur la tranche :                         | Date : | Tirage :       |
|                                                  | Avril 2008 | 130 000 pièces |

| 2009                                                       | |                |
| 2009, année européenne de la créativité et de l'innovation | |                |
|                                                            | La représentation de différents objets évoquant la recherche scientifique : un livre, un compas, une éprouvette, une fiole. À gauche, les trois plumes emblématiques de Saint-Marin. À droite, le millésime 2009. En haut, les mots CREATIVITA' (créativité) et INNOVAZIONE (innovation). Au bas, l'indication du pays émetteur SAN MARINO. L'anneau externe de la pièce comporte les douze étoiles du drapeau européen. |                |
| Graveur : Annalisa Masini                                  | \| Gravure sur la tranche : \| Date : \| Tirage : \| \| \| Mai 2009 \| 130 000 pièces \| |                |
| Gravure sur la tranche :                                   | Date : | Tirage :       |
|                                                            | Mai 2009 | 130 000 pièces |

| 2010 | |                |
| 500e anniversaire de la mort du peintre italien Alessandro di Mariano di Vanni Filipepi, dit Sandro Botticelli | |                |
| | L'allégorie du Plaisir, l'une des trois Grâces dansantes, telle que représentée dans le tableau Le Printemps de Sandro Botticelli. En haut, le millésime 2010. À gauche, l'indication du pays émetteur SAN MARINO. L'anneau externe de la pièce comporte les douze étoiles du drapeau européen. |                |
| Graveur : Roberto Mauri                                                                                        | \| Gravure sur la tranche : \| Date : \| Tirage : \| \| \| 7 septembre 2010 \| 130 000 pièces \| |                |
| Gravure sur la tranche :                                                                                       | Date : | Tirage :       |
| | 7 septembre 2010 | 130 000 pièces |

| 2011                                                                                        | |                |
| 500e anniversaire de la naissance du peintre, architecte et écrivain italien Giorgio Vasari | |                |
|                                                                                             | Un détail du tableau Judith décapite Holopherne peint vers 1554 par Giorgio Vasari, montrant un épisode du Livre de Judith où Judith décapite Holopherne pour sauver son peuple. À gauche, le nom du peintre G. VASARI. À droite, l'indication du pays émetteur SAN MARINO. En bas, les années 1511-2011. L'anneau externe de la pièce comporte les douze étoiles du drapeau européen. |                |
| Graveur : Claudia Momoni                                                                    | \| Gravure sur la tranche : \| Date : \| Tirage : \| \| \| Juin 2011 \| 130 000 pièces \| |                |
| Gravure sur la tranche :                                                                    | Date : | Tirage :       |
|                                                                                             | Juin 2011 | 130 000 pièces |

| 2012                                                                         | |                |
| 10e anniversaire de la mise en circulation des billets et des pièces en euro | |                |
|                                                                              | Le dessin au centre de la pièce symbolise la place acquise en dix ans par l'euro, qui est désormais un acteur mondial à part entière, et son importance dans la vie quotidienne, différents aspects étant décrits : les citoyens (représentés par une famille de quatre personnes), le commerce (le bateau), l'industrie (l'usine) et l'énergie (les éoliennes). Le nom du pays émetteur SAN MARINO est apposé en haut de la pièce. L'anneau externe de la pièce comporte les douze étoiles du drapeau européen. |                |
| Graveur : Helmut Andexlinger                                                 | \| Gravure sur la tranche : \| Date : \| Tirage : \| \| \| Mai 2012 \| 130 000 pièces \| |                |
| Gravure sur la tranche :                                                     | Date : | Tirage :       |
|                                                                              | Mai 2012 | 130 000 pièces |

| 2013                                                                                  | |                |
| 500e anniversaire de la mort du peintre italien Bernardino di Betto, dit Pinturicchio | |                |
|                                                                                       | Détail de la fresque Dispute de Jésus avec les docteurs peinte par Pinturicchio vers 1500-1501. En haut, le nom du peintre PINTTURICCHIO, ainsi que les années 1513 et 2013. En bas, l'indication du pays émetteur SAN MARINO. L'anneau externe de la pièce comporte les douze étoiles du drapeau européen. |                |
| Graveur : Claudia Momoni                                                              | \| Gravure sur la tranche : \| Date : \| Tirage : \| \| \| Septembre 2013 \| 115 000 pièces \| |                |
| Gravure sur la tranche :                                                              | Date : | Tirage :       |
|                                                                                       | Septembre 2013 | 115 000 pièces |

| 2014 | |                |
| 500e anniversaire de la mort de l'architecte et peintre italien Donato di Angelo di Pascuccio, dit Bramante | |                |
| | L'effigie de Bramante à la droite du Tempietto de l'Église San Pietro in Montorio, à Rome, dépassant quelque peu les contours d'un rectangle, entouré des années 1514 et 2014. La légende BRAMANTE LAZZARI DELLE PENNE DI SAN MARINO (Bramante Lazzari des plumes de Saint-Marin) entoure le dessin. L'anneau externe de la pièce comporte les douze étoiles du drapeau européen. |                |
| Graveur : Maria Carmela Colaneri                                                                            | \| Gravure sur la tranche : \| Date : \| Tirage : \| \| \| Juin 2015 \| 110 000 pièces \| |                |
| Gravure sur la tranche :                                                                                    | Date : | Tirage :       |
| | Juin 2015 | 110 000 pièces |

| 2014                                                               | |                |
| 90e anniversaire de la mort du compositeur italien Giacomo Puccini | |                |
|                                                                    | L'effigie de Giacomo Puccini entouré, à gauche, de son nom G. PUCCINI et, à droite, du nom du pays émetteur SAN MARINO. Le millésime 2014 est placé en bas à gauche. L'anneau externe de la pièce comporte les douze étoiles du drapeau européen. |                |
| Graveur : Uliana Pernazza                                          | \| Gravure sur la tranche : \| Date : \| Tirage : \| \| \| Septembre 2015 \| 100 000 pièces \| |                |
| Gravure sur la tranche :                                           | Date : | Tirage :       |
|                                                                    | Septembre 2015 | 100 000 pièces |

| 2015                                                                       | |                |
| 750e anniversaire de la naissance de l'écrivain florentin Dante Alighieri, | |                |
|                                                                            | L'effigie de Dante Alighieri tournée vers la droite, d'après Sandro Botticelli. Au centre en vertical et encadré, son nom DANTE. En arc de cercle, à droite, le nom du pays émetteur SAN MARINO. L'année de naissance de Dante 1265 et le millésime 2015 sont l'un en dessous de l'autre entre le nom de l'écrivain et le nom du pays émetteur. La police de caractère du texte est inspirée des premiers copistes de la Divine Comédie. L'anneau externe de la pièce comporte les douze étoiles du drapeau européen. |                |
| Graveur : Annalisa Masini                                                  | \| Gravure sur la tranche : \| Date : \| Tirage : \| \| \| 8 avril 2015 \| 104 000 pièces \| |                |
| Gravure sur la tranche :                                                   | Date : | Tirage :       |
|                                                                            | 8 avril 2015 | 104 000 pièces |

| 2015                                            | |                |
| 25e anniversaire de la réunification allemande, | |                |
|                                                 | La Porte de Brandebourg, à Berlin, représentée deux fois de manière stylisée, s'emboîtant l'une dans l'autre. En haut, le début de la légende 25º ANNIVERSARIO DELLA RIUNIFICAZIONE (25e anniversaire de la réunification). À droite, la suite de la légende DELLA GERMANIA 1990-2015 (de l'Allemagne 1990-2015). En bas, la mention du pays émetteur SAN MARINO suivi du millésime en chiffres romains MMXV. L'anneau externe de la pièce comporte les douze étoiles du drapeau européen. |                |
| Graveur : Erik Spiekermann                      | \| Gravure sur la tranche : \| Date : \| Tirage : \| \| \| 29 septembre 2015 \| 100 000 pièces \| |                |
| Gravure sur la tranche :                        | Date : | Tirage :       |
|                                                 | 29 septembre 2015 | 100 000 pièces |

| 2016 | |               |
| 550e anniversaire de la mort du sculpteur italien Donato di Niccolò di Betto Bardi, dit Donatello, le 13 décembre 1466 à Florence, | |               |
| | Représentation du buste du David de Donatello, portant un chapeau et légèrement tournée vers la droite. À la hauteur de son cou, le nom du sculpteur DONATELLO au-dessus des années 1466-2016. En haut, à droite, la mention du pays émetteur SAN MARINO. L'anneau externe de la pièce comporte les douze étoiles du drapeau européen. |               |
| Graveur : Matt Bonaccorsi | \| Gravure sur la tranche : \| Date : \| Tirage : \| \| \| 5 avril 2016 \| 85 000 pièces \| |               |
| Gravure sur la tranche : | Date : | Tirage :      |
| | 5 avril 2016 | 85 000 pièces |

| 2016 | |               |
| 400e anniversaire de la mort de l'écrivain anglais William Shakespeare, le 3 mai 1616 à Stratford-upon-Avon, | |               |
| | L'effigie de William Shakespeare de face entourée, à gauche, de son nom William Shakespeare, en haut à droite, des années 1616-2016 et, en bas à droite, de la mention du pays émetteur San Marino. L'anneau externe de la pièce comporte les douze étoiles du drapeau européen. |               |
| Graveur : Matt Bonaccorsi                                                                                    | \| Gravure sur la tranche : \| Date : \| Tirage : \| \| \| Septembre 2016 \| 85 000 pièces \| |               |
| Gravure sur la tranche :                                                                                     | Date : | Tirage :      |
| | Septembre 2016 | 85 000 pièces |

| 2017 | |               |
| 750e anniversaire de la naissance du peintre, sculpteur et architecte italien Giotto di Bondone, en 1267 à Vespignano, | |               |
| | Dans la partie droite de la pièce, l'effigie tournée vers la droite de Giotto, la tête recouverte. Dans la partie gauche, le campanile de la Cathédrale Santa Maria del Fiore de Florence, entouré à gauche du nom GIOTTO et des années 1267 et 2017 et, à droite, de la mention du pays émetteur SAN MARINO. L'anneau externe de la pièce comporte les douze étoiles du drapeau européen. |               |
| Graveur : Luciana De Simoni                                                                                            | \| Gravure sur la tranche : \| Date : \| Tirage : \| \| \| 30 mars 2017 \| 70 500 pièces \| |               |
| Gravure sur la tranche :                                                                                               | Date : | Tirage :      |
| | 30 mars 2017 | 70 500 pièces |

| 2017                                                                  | |               |
| 2017, année internationale du tourisme durable pour le développement, | |               |
|                                                                       | Globe terrestre stylisé entouré de vagues stylisées. En haut, la légende TURISMO SOSTENIBILE (tourisme durable). En bas, la mention du pays émetteur SAN MARINO suivie du millésime 2017. L'anneau externe de la pièce comporte les douze étoiles du drapeau européen. |               |
| Graveur : Andrew Lewis (dessin) Uliana Pernazza (gravure)             | \| Gravure sur la tranche : \| Date : \| Tirage : \| \| \| 31 août 2017 \| 70 500 pièces \| |               |
| Gravure sur la tranche :                                              | Date : | Tirage :      |
|                                                                       | 31 août 2017 | 70 500 pièces |

| 2018 | |               |
| 500e anniversaire de la naissance du peintre vénitien Jacopo Robusti, dit Le Tintoret, le 29 avril 1518 à Venise, | |               |
| | Détail du tableau La Visitation montrant l'étreinte entre la Vierge Marie et sa cousine Élisabeth. En haut, à gauche, la mention du pays émetteur SAN MARINO. En bas, à droite, le nom du peintre TINTORETTO (Le Tintoret). Entre les deux femmes, les années 1518 et 2018. L'anneau externe de la pièce comporte les douze étoiles du drapeau européen. |               |
| Graveur : Luciana De Simoni                                                                                       | \| Gravure sur la tranche : \| Date : \| Tirage : \| \| \| 5 avril 2018 \| 60 500 pièces \| |               |
| Gravure sur la tranche :                                                                                          | Date : | Tirage :      |
| | 5 avril 2018 | 60 500 pièces |

| 2018 | |               |
| 420e anniversaire de la naissance du sculpteur, architecte et peintre Gian Lorenzo Bernini, le 7 décembre 1598 à Naples, | |               |
| | Reproduction d'un détail de l'œuvre de Gian Lorenzo Bernini Buste de Costanza Bonarelli. À gauche, au niveau du cou, les années 1598 et 2018. Toujours à gauche, la mention du pays émetteur SAN MARINO. À droite, le nom de l'artiste BERNINI. L'anneau externe de la pièce comporte les douze étoiles du drapeau européen. |               |
| Graveur : Annalisa Masini                                                                                                | \| Gravure sur la tranche : \| Date : \| Tirage : \| \| \| Septembre 2018 \| 60 500 pièces \| |               |
| Gravure sur la tranche :                                                                                                 | Date : | Tirage :      |
| | Septembre 2018 | 60 500 pièces |

| 2019 | |               |
| 500e anniversaire de la mort de l'artiste et scientifique toscan Léonard de Vinci, le 2 mai 1519 à Amboise, en France | |               |
| | Détail du tableau Baptême du Christ d'Andrea del Verrocchio et terminé par Léonard de Vinci, montrant le buste d'un ange. À droite, la légende 1519 LEONARDO 2019. À gauche, la mention du pays émetteur SAN MARINO. L'anneau externe de la pièce comporte les douze étoiles du drapeau européen. |               |
| Graveur : Uliana Pernazza                                                                                             | \| Gravure sur la tranche : \| Date : \| Tirage : \| \| \| Avril 2019 \| 60 500 pièces \| |               |
| Gravure sur la tranche :                                                                                              | Date : | Tirage :      |
| | Avril 2019 | 60 500 pièces |

| 2019                                                                                     | |               |
| 550e anniversaire de la mort de l'artiste Fra Filippo Lippi, le 9 octobre 1469 à Spolète | |               |
|                                                                                          | Reproduction d'un détail de La Lippina ou La Vierge à l'Enfant avec deux anges, œuvre de Fra Filippo Lippi, datant de 1465 environ, montrant la Vierge Marie et l'Enfant Jésus. En haut la mention du pays émetteur SAN MARINO et le nom du peintre FILIPPO LIPPI. Derrière la nuque de la Vierge, l'année de la mort de l'artiste 1469. En bas, le millésime 2019. L'anneau externe de la pièce comporte les douze étoiles du drapeau européen. |               |
| Graveur : Maria Angela Cassol                                                            | \| Gravure sur la tranche : \| Date : \| Tirage : \| \| \| 16 septembre 2019 \| 60 500 pièces \| |               |
| Gravure sur la tranche :                                                                 | Date : | Tirage :      |
|                                                                                          | 16 septembre 2019 | 60 500 pièces |

| 2020                                                                                                  | |               |
| 500e anniversaire de la mort du peintre italien Raffaello Sanzio, dit Raphaël, le 6 avril 1520 à Rome | |               |
| | Détail de la peinture La Madone de Casa Santi peinte par Raphaël vers 1498, montrant le visage de la Sainte Vierge. En bas le nom du peintre RAFFAELLO (Raphaël). Dans la nuque de la Vierge Marie, l'année de la mort du peintre 1520 et le millésime 2020. L'anneau externe de la pièce comporte les douze étoiles du drapeau européen. |               |
| Graveur : Annalisa Masini                                                                             | \| Gravure sur la tranche : \| Date : \| Tirage : \| \| \| 5 mars 2020 \| 54 000 pièces \| |               |
| Gravure sur la tranche :                                                                              | Date : | Tirage :      |
| | 5 mars 2020 | 54 000 pièces |

| 2020                                                 | |
| 250e anniversaire de la mort de Giambattista Tiepolo | |
|                                                      | Reproduction à gauche du buste d’un ange, détail de l’œuvre de Tiepolo « Agar ed Ismaele », conservée auprès de la « Scuola Grande di San Rocco » - Venise et les initiales de l’auteure Claudia Momoni « C.M. ». En haut l’inscription « TIEPOLO » et la lettre « R », identifiant la Monnaie de Rome ; à droite les dates 1770 et 2020 et l’inscription « SAN MARINO ». L'anneau externe de la pièce comporte les douze étoiles du drapeau européen. |
| Graveur : Claudia Momoni                             | \| Date : \| Tirage : \| \| Août - septembre 2020 \| 54 000 pièces \| |
| Date :                                               | Tirage : |
| Août - septembre 2020                                | 54 000 pièces |

| 2021 | |               |
| 450e anniversaire de la naissance du peintre Michelangelo Merisi da Caravaggio, dit Le Caravage, le 29 septembre 1571 à Milan | |               |
| | Reproduction partielle de la Madeleine repentante, œuvre du Caravage réalisée vers 1593-94. En haut, en arc de cercle, la mention du pays émetteur suivie du nom de l'artiste en italien SAN MARINO • CARAVAGGIO. Au-dessous, les dates 1571-2021, correspondant à l'année de naissance de l'artiste et à l'année d'émission. L’anneau extérieur de la pièce comporte les douze étoiles du drapeau européen. |               |
| Graveur : Silvia Petrassi | \| Gravure sur la tranche : \| Date : \| Tirage : \| \| \| Mars 2021 \| 54 000 pièces \| |               |
| Gravure sur la tranche : | Date : | Tirage :      |
| | Mars 2021 | 54 000 pièces |

| 2021 | |               |
| 550e anniversaire de la naissance du peintre et dessinateur germanique Albrecht Dürer, le 21 mai 1471 à Nuremberg | |               |
| | Représentation de la Vierge Marie tenant l’enfant Jésus, inspirée du tableau la Vierge à la poire, réalisé en 1526 par Albrecht Dürer. Le dessin est entouré, en arc de cercle, par le nom du pays émetteur SAN MARINO à gauche et le nom de l'artiste DÜRER à droite. En haut à droite, le monogramme «AD», initiales d'Albrecht Dürer. Sous le dessin, les dates 1471 - 2021, correspondant à l'année de naissance de l'artiste et à l'année d'émission. L’anneau extérieur de la pièce comporte les douze étoiles du drapeau européen. |               |
| Graveur : Valerio de Seta                                                                                         | \| Gravure sur la tranche : \| Date : \| Tirage : \| \| \| Août 2021 \| 54 000 pièces \| |               |
| Gravure sur la tranche :                                                                                          | Date : | Tirage :      |
| | Août 2021 | 54 000 pièces |

| 2022                                                  | |               |
| 530e anniversaire de la mort de Piero della Francesca | |               |
|                                                       | Au centre se trouve le profil de Federico da Montefeltro, détail du diptyque représentant le double portrait du duc et de la duchesse d’Urbino peint par Piero della Francesca et conservé au Musée des Offices à Florence. À gauche, en demi-cercle, figure l’inscription «SAN MARINO». À droite, en demi-cercle, figurent l’inscription «PIERO DELLA FRANCESCA», l’année 1492, le millésime 2022, la lettre «R» désignant la Monnaie de Rome et les initiales de l’auteure Claudia Momoni, «C.M.». |               |
| Graveur : Claudia Momoni                              | \| Gravure sur la tranche : \| Date : \| Tirage : \| \| \| Avril 2022 \| 55 000 pièces \| |               |
| Gravure sur la tranche :                              | Date : | Tirage :      |
|                                                       | Avril 2022 | 55 000 pièces |

| 2022                                          | |
| 200e anniversaire de la mort d'Antonio Canova | |
|                                               | Au centre de l’anneau intérieur se trouve la déesse Hébé, tirée de l’œuvre d’Antonio Canova qui est conservée à la galerie d’art du Musée civique de San Domenico à Forli. La statue est entourée des inscriptions «CANOVA» et «SAN MARINO». À gauche sont indiquées l’année «1822» et les initiales de l’auteur Antonio Vecchio, et à droite l’année d’émission «2022» et la lettre «R» désignant la Monnaie de Rome. |
| Graveur :                                     | \| Gravure sur la tranche : \| Tirage : \| \| \| 55 000 pièces \| |
| Gravure sur la tranche :                      | Tirage : |
|                                               | 55 000 pièces |

| 2023                                               | |               |
| 500e anniversaire de la mort du peintre Le Pérugin | |               |
|                                                    | En son centre, le dessin représente la Vierge Marie avec l'Enfant Jésus, détail de l'œuvre du Pérugin intitulée La Vierge à l'Enfant entre les saints Jean-Baptiste et Sébastien, conservée à la galerie des Offices à Florence. À gauche figurent l'inscription «PERUGINO», les dates «1523» et «2023», ainsi que la marque d'atelier «R». |               |
| Graveur : Maria Angela Cassol                      | \| Gravure sur la tranche : \| Date : \| Tirage : \| \| \| 27 avril 2023 \| 56 000 pièces \| |               |
| Gravure sur la tranche :                           | Date : | Tirage :      |
|                                                    | 27 avril 2023 | 56 000 pièces |

| 2023                                                    | |               |
| 500e anniversaire de la mort du peintre Luca Signorelli | |               |
|                                                         | En son centre, le dessin représente un ange, détail de l'œuvre de Luca Signorelli Il Paradiso, conservée dans la chapelle San Brizio de la cathédrale d'Orvieto. À gauche figure la lettre «R», qui désigne la Monnaie de Rome. En bas à gauche, en arc de cercle, est inscrit le nom «SIGNORELLI». |               |
| Graveur : Marta Bonifacio                               | \| Gravure sur la tranche : \| Date : \| Tirage : \| \| \| 2023 \| 56 000 pièces \| |               |
| Gravure sur la tranche :                                | Date : | Tirage :      |
|                                                         | 2023 | 56 000 pièces |

| 2024 | |               |
| 50e anniversaire de la Déclaration des droits civiques et des principes fondamentaux du droit à Saint-Marin | |               |
| | Au centre figure un livre ouvert portant l’inscription «I DIRITTI DELLA PERSONA UMANA SONO INVIOLABILI» (Les droits de la personne humaine sont inviolables), tiré de l’article 5 de la loi no 59 du 8 juillet 1974 intitulée «Déclaration des droits des citoyens et des principes fondamentaux de l’ordre juridique de Saint-Marin». Dans la partie supérieure, on peut voir les silhouettes de la Statue de la Liberté et du Palais public |               |
| Graveur : Emanuele Ferretti                                                                                 | \| Gravure sur la tranche : \| Date : \| Tirage : \| \| \| avril 2024 \| 56 000 pièces \| |               |
| Gravure sur la tranche :                                                                                    | Date : | Tirage :      |
| | avril 2024 | 56 000 pièces |

| 2024                                          | |               |
| 530e anniversaire de la mort d'Il Ghirlandaio | |               |
|                                               | Au centre se trouve la Vierge en prière, un détail du tableau «Adoration des bergers» de Domenico Ghirlandaio, conservée dans la chapelle Sassetti de la basilique Santa Trinita (Florence). À gauche figurent l’inscription «SAN MARINO» et la lettre «R», marque d’atelier de la Monnaie de Rome, à droite figurent l’inscription «Ghirlandaio» et les dates «1494» et «2024» |               |
| Graveur : Valerio de Seta                     | \| Gravure sur la tranche : \| Date : \| Tirage : \| \| \| septembre 2024 \| 56 000 pièces \| |               |
| Gravure sur la tranche :                      | Date : | Tirage :      |
|                                               | septembre 2024 | 56 000 pièces |

## Compléments